# Ингушская кухня
Ингушская кухня (ингуш. гӏалгӏай даар) — разновидность кавказской кухни, названная по имени одного из горских народов — ингуши.

## Особенности
Традиционно ингуши много употребляют мяса, обычно баранину и говядину. Из мяса готовят главное национальное блюдо ингушей — дулх-халтам (ингуш. Дулх-хьалтӀам), делают начинки для мучных блюд, жарят на углях шашлык.
Визитной карточкой ингушской кухни является блюдо — дулх-халтам, оно непременно должно быть из свежего мяса, как правило из баранины. В зимнее время использовалось и сушёное мясо, однако оно считалось непригодным для подачи гостям. Употреблялись овощи — в основном лук, черемша, топинамбур, тыква, свекла, репа, и с начала XIX века помидоры, картофель и баклажаны, вместе с тем огромное количество разнообразной зелени, чеснока, уксуса и других острых приправ.

## Национальные блюда
- Амасти.
- Балаж — ингушский ячменный хлеб с тыквенными семечками.
- Бар (ингуш. БӀар) — колбасная требуха начинённая фаршем из субпродуктов.
- Бетта-мажарг — печеная ватрушка с сыром и корицей.
- Божильг.
- Беттачкар — фаршированная по-ингушски рыба.
- Даттараш (Дулх-Эк) — ингушское жаркое из субпродуктов, картошки, моркови, перца, лука и кинзы.
- Дулх-халтам (ингуш. Дулх-хьалтӀам) — отварная баранина, реже говядина, с галушками из кукурузной муки, с черемшевой подливкой и особым ингушским соусом — берх.
- Думи — вялено-копченный курдюк с добавлением чабреца.
- Дяттах — кукурузно-сливочная каша.
- Ко (ингуш. КӀо) — мамалыга, каша из творога и кукурузной муки.
- Кодар (блюдо).
- Кхеш — фасолевый суп с мясом и чабрецом.
- Кхотор — ингушские пироги начиненные мясом или сыром, с чабрецом и базиликом.
- Кхункхаш — варево из фасоли, кукурузной муки и творога.
- Лохк.
- Локъам — ингушские блины
- Мааш (ингуш. Марш) — ингушская колбаса, фаршированная с субпродуктами и перемотанная бараньими кишками.
- Мистам — разновидность кислого чурека.
- Нитташ — особый ингушский крапивный суп.
- Ольг.
- Сыскл — кукурузный чурек.
- Топаш — кукурузные колбаски печеные на углях.
- Хингал — вареники, варёные пирожки из пшеничного или кукурузного теста с начинкой из кусочка мяса, маринованного в воде.
- Хупоалхудар — каша из творога, сыра, и молока, с кусочками теста в виде лапши.
- Хингалаш — лепёшки на кефире с начинкой из варёной тыквы.
- Хьонк — суп из черемши, молока и топленного масла.
- Цу.
- Чапильг.
- Шу — сваренная в молоке и обжаренная в топлёном масле черемша.

## Соусы
- Берх (ингуш. «берхӀ») — соус из толчённого картофеля, бульона, морковно-луковой зажарки и зелени.
- Котамберх (ингуш. «котам» ― курица) — соус из куриного бульона, молока, яйца, лука и перца.
- Кейберх (ингуш. «кӀай» ― белый) — соус на основе из молока и грецких орехов.
- Комберх (ингуш. «кӀома» — острый) — острый соус из чеснока и черемшиных корней.
- Мистберх (ингуш. «миста» — кислый) — разновидность кислого соуса из сыворотки.
- Тоаберх (ингуш. «тӀоа» — сметана) — соус из сметаны и творога.
- Цалх (ингуш. «цӀалх») — кислый соус из алычи.

## Сладости
- Ховл (ингуш. Хьовла) — ингушская халва, готовится из муки, топлёного масла и сахара. Существуют 3 разновидности ингушской халвы:
  - «Хоараховл» (ингуш. «Хьоара хьовла») — из пшеничной муки
  - «Жувраховл» (ингуш. «Жувра хьовла») — из кукурузной муки и сиропа
  - «Бараховл» (ингуш. «БӀара хьовла») — из орехов и мёда.
- Зоакаш — особый ингушский мучной хворост.
- Мерздуг (ингуш. Мерзадуга) — сладкий рис с сухофруктами и орехами.
- Мерзмякх (ингуш. Мерзамаькх) — сладкий пирог.
- Кхорийцу — каша из жареного толокна груши.
- Айра — пастила.
- Элг — пряник с корицей по-ингушски.
- Тийдарьгаш — оладьи.

## Напитки
Ингуши предпочитают ягодные морсы и чаи, изготовленные из листьев шиповника, чабреца и душицы. Также, до принятия ислама ингуши пили различные слабоалкогольные и алкогольные напитки по своим рецептам.
- Масхам — безалкогольный напиток на основе кваса, кукурузной муки, мёда и изюма.
- Цыин (ингуш. цӀин) — особая водка, которая запивалась с мясом.
- Чхьагар (ингуш. чхьагӀар) — вино, ингуши его готовили ни только из винограда, но и из яблок и вишен.
- Йий — пиво.
- Них — брага.
- Медзмотт — кипячённая вода, в которую добавляли небольшое количество плодов и ягод с добавлением мёда и сахара. На свадьбах и других торжествах для детей и женщин этот напиток являлся ритуальным.
- Комархи - ингушский кисло-сладкий напиток, который изготовляли на застолья в течение всего года. Летом и осенью при приготовлении напитка использовались ягоды тутовника, малины, смородины, крыжовника, черники, а также добавлялись яблоки, груши, сливы, абрикосы. Обязательным ингредиентом придававшим характерный терпкий вкус была мята. Зимой при изготовлении напитка использовались сухофрукты.